# Tobias Lehmkuhl

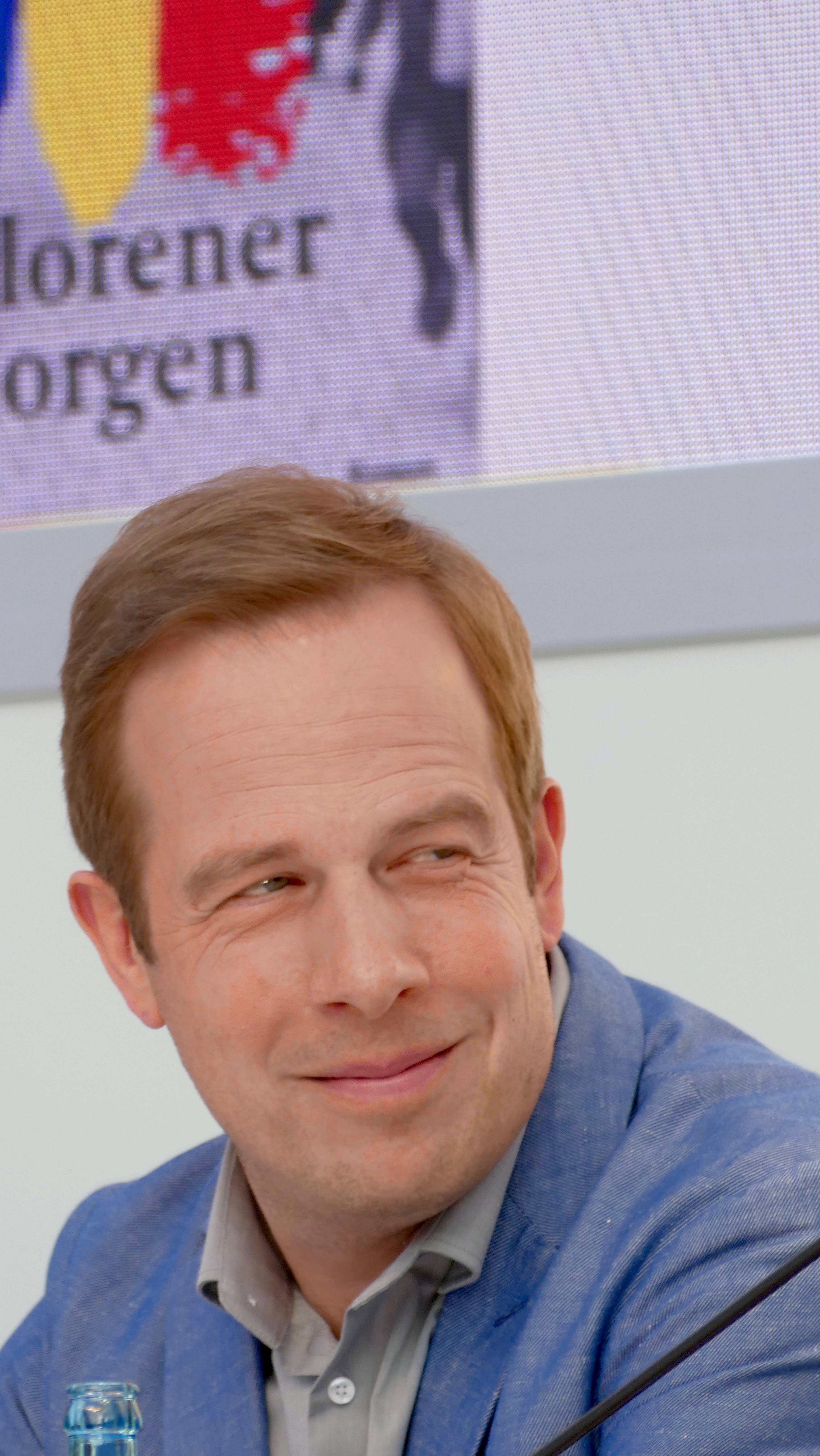
Tobias Lehmkuhl (2019)

Tobias Lehmkuhl (geboren 1976 in Georgsmarienhütte) ist ein deutscher Literaturkritiker und Autor.

## Leben
Lehmkuhl wuchs in Bissendorf auf und besuchte in Osnabrück das Ratsgymnasium. Er studierte bis 2002 Komparatistik und Romanistik in Bonn, Barcelona und Berlin. Er arbeitet seither als freier Journalist und schreibt Reportagen, Essays und Kritiken unter anderem für die Die Zeit und die Süddeutsche Zeitung und Features für Deutschlandradio Kultur. 2017 erhielt Lehmkuhl den Berliner Preis für Literaturkritik.
Lehmkuhl lebt in Berlin.

## Schriften (Auswahl)
- Der doppelte Erich. Kästner im Dritten Reich. Rowohlt Berlin Verlag, Berlin 2023, ISBN 978-3-7371-0150-9.
- Nico. Biographie eines Rätsels. Rowohlt Berlin Verlag, Berlin 2018, ISBN 978-3-73710032-8.
- Die Odyssee. Ein Abenteuer. Rowohlt Berlin Verlag, Berlin 2013, ISBN 978-3-87134758-0.
- als Herausgeber: Lass uns mit dem Feuer spielen. Die hundert schönsten Liebesgedichte. Aufbau, Berlin 2013
- Land ohne Eile. Ein Sommer in Masuren. Rowohlt Berlin Verlag, Berlin 2012, ISBN 978-3-87134733-7.
- als Herausgeber: Der erste Frost kommt unverlangt. Hundert Wintergedichte. Aufbau, Berlin 2011
- Coolness. Über Miles Davis. Rogner & Bernhard, Berlin 2009, ISBN 978-3-80771048-8.

## Auszeichnungen
- 2017: Berliner Preis für Literaturkritik